# Tango in the Night
Tango in the Night – czternasty album studyjny zespołu Fleetwood Mac z kwietnia 1987 r., będący ostatnim wydawnictwem grupy w jej najsłynniejszym składzie (Stevie Nicks, Lindsey Buckingham, Christine McVie, John McVie i Mick Fleetwood).
Produkcją albumu zajął się Buckingham z Richardem Dashutem ze względu na to, że pierwotnie miał być to solowy projekt gitarzysty. W 1985 r. rozpoczęto przekształcanie go w kolejne wydawnictwo Fleetwood Mac.
Album zawiera cztery single, będące równocześnie jednymi z największych hitów zespołu: "Big Love", "Seven Wonders", "Everywhere" i "Little Lies". Charakterystyczna okładka krążka została namalowana przez australijskiego artystę Bretta-Livingstone'a Stronga.
W marcu 2017 r. wydano zremasterowane edycje albumu z dodatkowymi utworami, które odrzucono podczas nagrywania.

## Lista utworów
1. "Big Love" (Lindsey Buckingham) – 3:37
2. "Seven Wonders" (Sandy Stewart, Stevie Nicks) – 3:38
3. "Everywhere" (Christine McVie) – 3:41
4. "Caroline" (Buckingham) – 3:50
5. "Tango in the Night" (Buckingham) – 3:56
6. "Mystified" (McVie, Buckingham) – 3:06
7. "Little Lies" (McVie, Eddy Quintela) – 3:38
8. "Family Man" (Buckingham, Richard Dashut) – 4:01
9. "Welcome to the Room...Sara" (Nicks) – 3:37
10. "Isn't It Midnight" (McVie, Quintela, Buckingham) – 4:06
11. "When I See You Again" (Nicks) – 3:47
12. "You and I, Part II" (Buckingham, McVie) – 2:40

## Twórcy
- Stevie Nicks – wokal
- Lindsey Buckingham – gitara, wokal, perkusja
- John McVie – gitara basowa
- Christine McVie – instrumenty klawiszowe, wokal
- Mick Fleetwood – perkusja